# Princesse Chewing-Gum
Princesse Bonnibel Chewing-Gum est un personnage fictif de la série d'animation américaine Adventure Time. Elle fait sa première apparition dans le tout premier court-métrage d'animation sorti en 2007. Princesse Chewing-Gum est humanoïde chewing-gum, et dirigeante bienveillante du Royaume de la Confiserie, dans lequel les nombreux personnages sont constitués de desserts et de bonbons. Elle est la cible principale du Roi des Glaces, et quelque part, rivale de Marceline.

## Biographie
À la fin de l'épisode Le piège mortel, princesse Chewing-Gum rajeunit, et retourne à l'âge de 13 ans après avoir failli être tuée par le Roi Liche deux fois d'affilée. Dans l'épisode The Vault, elle révèle ne pas avoir seulement 19 ans, mais être beaucoup plus vieille (son âge exact restant inconnu). Bien que son passé reste flou, quelques allusions à sa famille sont faites, telles que son oncle Gumbald, dont elle parle dans l'épisode Suzanne Strong. Il est raconté que Finn aurait sauvé la princesse Chewing-Gum à de nombreuses reprises, et vice-versa comme en témoignent les épisodes Le donjon et Un cœur qui prend tout trop à cœur. Dans le passé, elle a créé le Comte de la Citronnelle, sa première expériences ayant mal tourné, qu'elle enverra vivre une vie solitaire à l'intérieur de son propre château. 
La princesse Chewing-Gum effectue également des expériences scientifiques oscillant entre grands succès et catastrophes. Dans les deux derniers épisodes de la deuxième saison, La bêtise qui tue et Le piège mortel, elle envoie Finn et Jake dans une quête pour empêcher le Roi Liche de tuer tout le monde dans le monde de Ooo. Elle donne à Finn le gant de Billy, la seule arme pouvant terrasser le Roi Liche, ainsi qu'un pull rose qu'elle a elle-même tricotée. Le Roi des Glaces capture fréquemment princesse Chewing-Gum afin de l'épouser.

## Controverse
L'épisode Le Seigneur des Portes, de la troisième saison, présente une relation critiquée entre Marceline et Chewing-Gum,. L'épisode présente une scène produite par Frederator Studios impliquant des relations lesbiennes ; il s'agissait en réalité d'une fan fiction canonisée,,. Cet incident a été expliqué par Fred Seibert, le producteur exécutif de la série : « en voulant améliorer l'audience de la série, {...} nous avons été trop loin,. » Peu après, cette scène est retirée de YouTube. La décision de Seibert pour le retrait de la vidéo a été également été critiquée, notamment par le magazine Bitch. Pendleton Ward, créateur de la série, de son côté, tente d'apaiser les tensions en donnant une explication plus neutre.
En août 2014, Olivia Olson, l'actrice américaine prêtant sa voix à Marceline, explique, lors d'une convention à Barnes & Noble que, selon Ward, Marceline et princesse Chewing-Gum étaient ensemble par le passé, mais ces scènes, sous contraintes judiciaires, n'ont pas été officiellement diffusées ; leur relation reste donc floue pour les téléspectateurs.